# Frédéric Henri Le Normand de Lourmel
Frédéric Henri Le Normand de Lourmel (Pontivy, 12 luglio 1811 – Sebastopoli, 7 novembre 1854) è stato un generale francese, che cadde durante la battaglia di Inkerman in Crimea.

## Biografia
Figlio di ufficiale, Frédéric Henri Le Normand de Lourmel nacque a Pontivy (Napoléonville, Morbihan). Nel 1828 entrò all'accademia di Saint-Cyr, e dopo il periodo di istruzione venne inviato in Africa nel 1841 e divenne colonnello nel 1849. Più volte encomiato, si fece onore a Zaatcha (Algeria) e nella campagna di Cabilia nel 1850. Nel 1852, venne nominato aiutante di campo di Napoleone III con il grado di generale di brigata. Nel 1854 si unì all'armata di Oriente. Inseguendo le armate russe e la quarta divisione fino a Sebastopoli cadde nella battaglia di Inkerman (Crimea), venendo mortalmente ferito da una pallottola che gli trapassò il petto.
Una strada ed una stazione della Metropolitana di Parigi portano il suo nome oltre che una strada del suo paese natale, Pontivy.